# 中山町立野中小学校
中山町立野中小学校（なかやまちょうりつ のなかしょうがっこう）は、2005年（平成17年）3月まで愛媛県伊予郡中山町にあった公立小学校。同じく旧中山町にあった永木小学校とともに中山小学校へ統合され、閉校した。山間の小規模校であった。

## 概要
旧中山町の東部、野中地区における出淵村村立小学校として設立。1871年（明治4年）に北東に隣接する栗田地区が中山町に編入されたことから、同地区も校区に加わった。山村の小規模校であり、過疎化・少子化に押され、児童数は減少していった。長らく中山町立として運営されてきたが、2005年（平成17年）3月末に同町内の永木小学校とともに中山小学校と統合、これにより旧中山町域の小学校は中山小学校と佐礼谷小学校の2校に集約された。

### 立地
旧中山町域の小学校としては一番東に位置する。同町内の幹線道路である国道56号から中山川の支流の一つである栗田川に沿う形で県道223号中山砥部線を東に入った谷あいの地域。県道から栗田川を渡った場所に校地があった。東の広田村（現在の砥部町広田地域）とは山を隔てて隣接していた。峠道のみ。
近隣施設
野中地区公民館

### 校章・校歌
校章
1959年（昭和34年）制定。由来は、「野中は青木のよく育つところ、しかも若い杉の天心に向かってゆく姿は、野中にあっては名木であり、伸びゆく児童の成長発展の象徴となる」という意味から杉を図案化し、中に「野中」の文字を入れたもの。
校歌
1957年（昭和32年）5月制定
作詞：窪中信吉、作曲：清家嘉壽恵

## 歴史
明治初期の寺子屋的なものを源流としており、129年もの歴史を有する。

### 前史
下野中組にて習字を教えが始めはじめたのが最初とされる。明治3年に下野中組の嚴島神社前の民家を借りて学校を開き、中山村泉町の長岡茂之衛門を教師とした。

### 開校後
- 1875年（明治8年） - 野中小学校として、出淵村野中に開校。校舎は民家を借用し、教員1名、児童約60名でスタートした。
- 1884年（明治17）年8月 - 天災のため校舎が倒壊し、野中中組字竹ケ市の松本駒吉の住宅を借用する。

のち野中組中組字松原、松岡兼五郎の住宅を買い受け移転。
- 1886年（明治19年） - 「野中簡易学校」と改称。
- 1890年（明治23年）
  - 4月 - 町村制が実施され戸長制が廃止、出淵村村長の管理となる。
  - 出淵尋常小学校の分教場となる[注釈 3]。
- 1892年（明治25年）10月1日 - 独立し、「野中尋常小学校」となる。
- 1893年（明治26年）4月18日 - 中野中ひの口に校舎を新築し、移転。
- 1911年（明治44年）7月11日 - 中野中の新校舎に移転。なお、校舎の場所を巡って紛糾があったが、前年に解決した。
- 1912年（明治45年）3月 - 運動場の整備拡張工事開始。
- 1922年（大正11年）2月 - 野中尋常小学校後援会が創設。
- 1929年（昭和4年）
  - 3月15日 - 大字栗田が広田村から分離、中山町へ編入されたことから栗田尋常小学校は[3]同年3月31日を以って廃止され、翌4月1日に分教場となる（所在地・伊予郡中山町大字栗田字上西甲837番地）。
  - 9月10日 - 中山尋常小学校と野中尋常小学校の統合問題は両校存続の方向で円満解決

大正末期からの不況で各地の町村では教育費負担が重荷となりその抑制のため小学校の整理統合が行われていた。当地でも中山・野中の両尋常小学校の統合問題が持ち上がり、これに反発した野中地区では同盟休校も行われた。
- 1940年（昭和15年）7月 - 移転増築のため、新校地の地鎮祭を開催。

1941年（昭和16年）2月 - 新校舎（増築分）建築開始。完成は「国民学校」に改称の後となった。
- 1941年（昭和16年）
  - 3月30日 - 栗田分教場を廃止し、栗田部落の児童は全員当校へ通学。
  - 4月 - 国民学校令の施行により、「野中国民学校」と改称。
- 1941年（昭和16年）12月 - 校舎移転増築落成式ならびに二宮金次郎銅像除幕式を開催。
- 1947年（昭和22年） - 学制の改革により「中山町立野中小学校」となる。
- 1961年（昭和36年） - この頃から2・3年間、野中小学校の和室を利用して「季節託児所」を設置した[注釈 4]。
- 1966年（昭和41年）9月 - 校旗を制作。
- 1967年（昭和42年）7月5日 - プール竣工式並びにプール開きを開催。
- 1976年（昭和51年）3月 - 校舎改築落成式を開催。開校100周年記念誌を発刊。鉄筋コンクリート造3階建ての新校舎となる。
- 1983年（昭和58年）3月 - 屋内運動場を落成。
- 2005年（平成17年）3月 - 中山小学校へ統合。創立129年の歴史を閉じた。

閉校式典は3月13日に同時閉校永木小学校と併せて開催。
この時期は中山町が伊予市と合併するに際して行政関係の諸組織が整理・再編されていった。

## 施設
跡地　　

## 学級数・児童数
1957年（昭和32年）の児童数212名をピークとして減少、昭和30年代後半から40年代はじめにかけての減少が著しい。
1930年（昭和5年） - 182名
1941年（昭和16年） - 国民学校時代、4学級（初等科のみ）、170名
1940年（昭和15年） - 163名
1945年（昭和20年） - 180名
1950年（昭和25年） - 190名
1955年（昭和30年） - 200名
1957年（昭和32年） - 212名（児童数ピーク）
1960年（昭和35年） - 204名
1965年（昭和40年） - 136名
1970年（昭和45年） - 89名
1975年（昭和50年） - 63名
1980年（昭和55年） - 70名
1985年（昭和60年） - 64名
1990年（平成2年） - 50名
1995年（平成7年） - 27名
1996年（平成8年） - 25名
1997年（平成10年） - 26名
1999年（平成11年） - 23名
2000年（平成12年） - 29名
2001年（平成13年） - 29名
2002年（平成14年） - 24名
2003年（平成15年） - 21名
2004年（平成16年） - 15名
いずれも年度、2004年度末を以って閉校
出典：